# Bicicletta reclinata

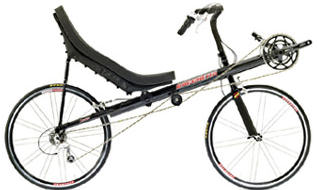
Un modello Corsa di bicicletta reclinata

Il velocipede reclinato - comunemente chiamato bicicletta reclinata o anche recumbent - è un tipo di bicicletta che pone il ciclista in una posizione supina. La schiena è supportata da un sedile inclinato generalmente tra i 20 e i 50°, le gambe sono distese in avanti sui pedali, che sono all'incirca alla stessa altezza del sedile. Il manubrio può essere al di sopra come al di sotto del sedile. Le ruote sono generalmente più piccole e più distanziate rispetto ad una bicicletta convenzionale. Le reclinate detengono i record di velocità per i veicoli a propulsione umana.

## Descrizione generale

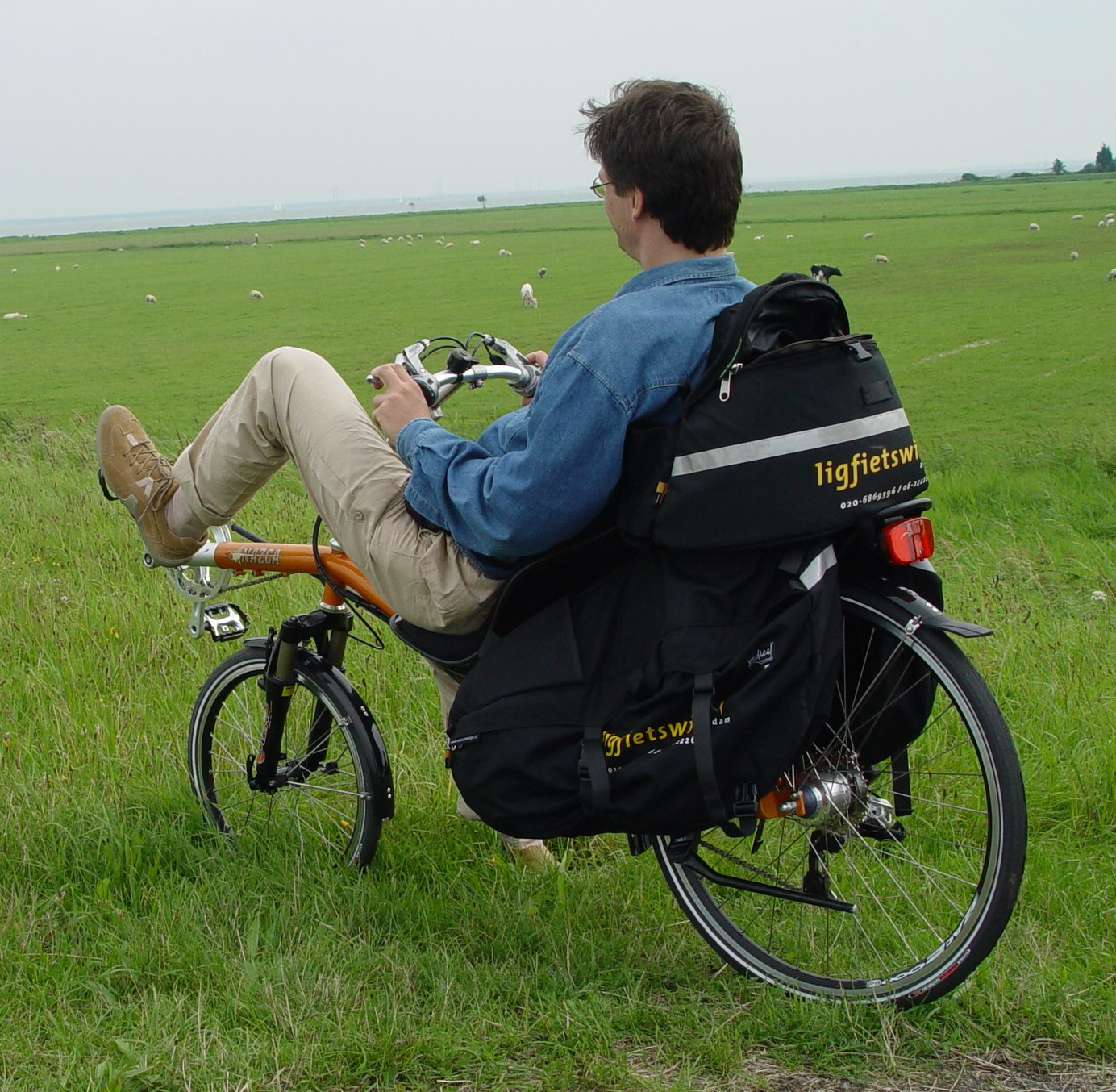
Bicicletta reclinata da turismo a passo corto, della Nazca.

Le biciclette reclinate vengono generalmente classificate a seconda del passo tra le ruote:
- a passo corto (short wheelbase, SWB): i pedali sono più avanti della ruota anteriore;
- a passo lungo (long wheelbase, LWB): i pedali sono tra la ruota anteriore e la posteriore;
- a passo lungo compatte (compact long wheelbase, CLWB): una via di mezzo tra le prime due, i pedali sono molto vicini alla ruota anteriore o al di sopra di essa.

La ruota posteriore è generalmente dietro alla schiena del ciclista. Le misure più comuni sono ISO 559 (26"), ISO 406 (20") e più raramente ISO 622 (28", 700c) in alcuni modelli da corsa. La ruota anteriore è uguale o più piccola di quella posteriore. Le combinazioni più comuni sono 559 - 559, 559 - 406 e 406 - 406.
La trazione è generalmente posteriore e comporta l'utilizzo di una catena molto lunga, circa il triplo rispetto a quella di una bicicletta convenzionale. La catena inoltre raramente può andare direttamente dalla corona al pignone, e deve essere deviata da tubi o altri ingranaggi per evitare l'interferenza con la ruota anteriore durante le curve strette. Nelle versioni da gara queste deviazioni devono essere ridotte al minimo per mantenere la massima efficienza, quindi spesso la catena passa a fianco della ruota anteriore, riducendo effettivamente il raggio di sterzata della bicicletta. Molti modelli detentori di record utilizzano una più efficiente trazione anteriore, che però comporta ulteriori limitazioni alla sterzata. Esistono tuttavia modelli da strada con trazione anteriore, dove la catena è simile a quella di una bicicletta tradizionale, cioè corta e senza rinvii. I pedali sterzano insieme alla ruota. Questi modelli hanno una efficienza paragonabile a una bicicletta tradizionale, almeno fino a certe pendenze.
In questi modelli a trazione anteriore diretta, la spinta del piede genera una sterzata che va controllata dalle braccia. Per non dover controllare questo effetto sterzante, in alcuni modelli viene inserita una puleggia di rinvio, posizionata vicino al cannotto di sterzo. Ciò introduce una certa torsione della catena nelle curve strette. Nelle reclinate a trazione posteriore SWB (reclinate corte) l'utilizzo di una ruota anteriore più piccola di quella posteriore deriva dalla necessità di evitare interferenze tra i pedali e la ruota anteriore, mantenendo al contempo una posizione confortevole e aerodinamica. Nelle LWB (reclinate lunghe) di scuola USA la ruota anteriore è spostata in avanti e può essere di grande diametro senza toccare i talloni del ciclista. I pareri sui migliori diametri delle ruote sono ancora discordi essendoci pro e contro in ogni soluzione. Un altro tipo di bicicletta reclinata è la rowingbike dove il guidatore rema usando braccia e gambe come un canottiere. Essa non va confusa con la handbike.

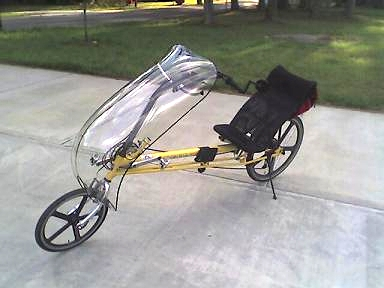
Parabrezza protettivo per biciclette reclinate

Sono disponibili vari tipi di carenature da applicare anteriormente, posteriormente e su tutto il mezzo. Le carenature anteriori generalmente servono come protezione dal vento e dalla pioggia e riducono di poco l'attrito dell'aria. Le carenature posteriori hanno maggiore effetto aerodinamico e possono essere utilizzate come borse per il trasporto. Le carenature totali offrono il minimo coefficiente di resistenza aerodinamica, ma possono essere usate solo in condizioni controllate e in assenza di vento laterale: vengono quindi utilizzate quasi esclusivamente nei velodromi e nei tentativi di superare i record di velocità.

## Vantaggi e svantaggi

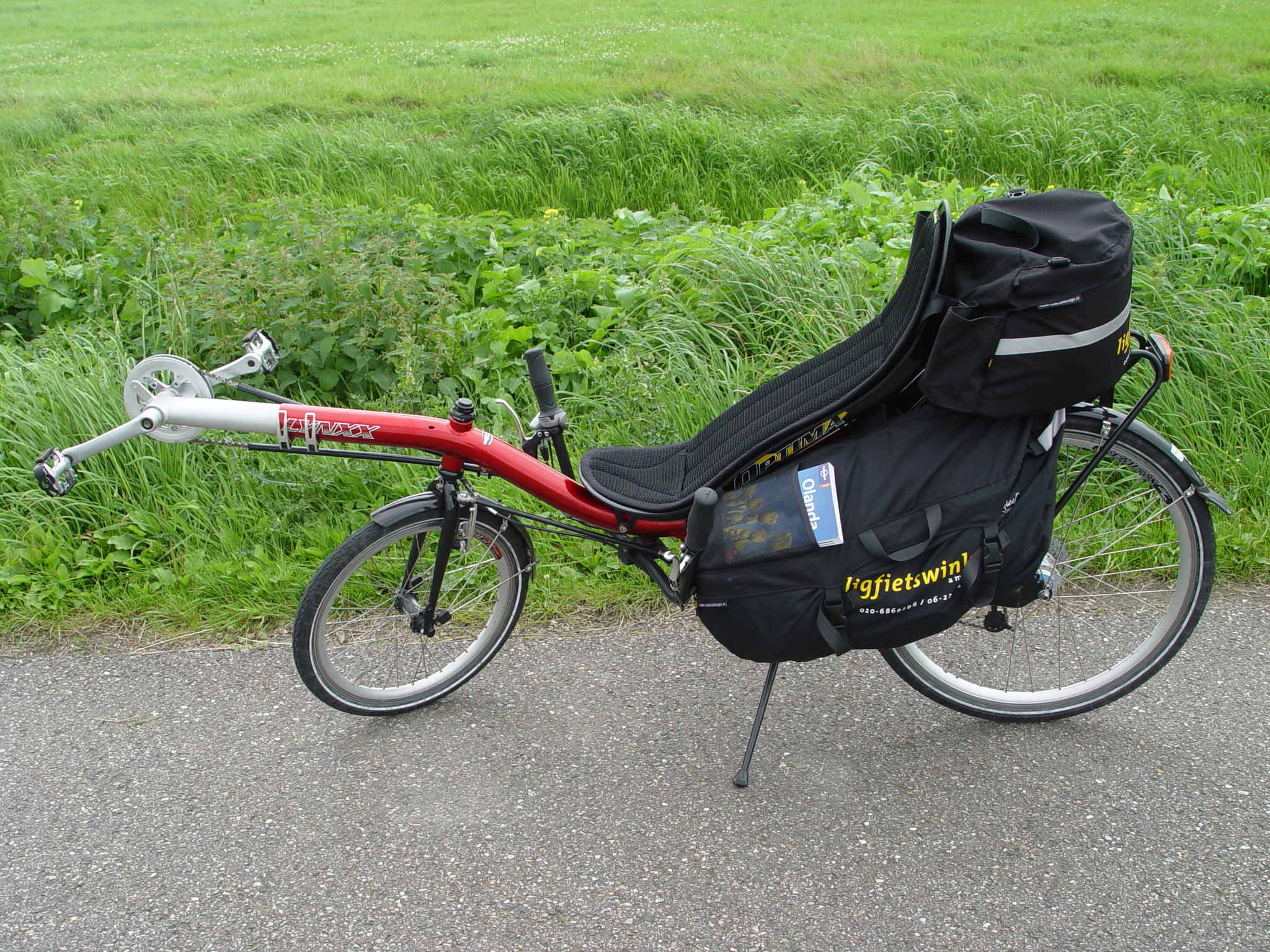
Reclinata da turismo a passo corto con sterzo sotto il sedile, della Optima

Le biciclette reclinate sono molto più confortevoli di quelle convenzionali, soprattutto dei modelli da corsa: la pressione è infatti distribuita su un'area molto maggiore, le braccia sono più rilassate e non devono sostenere il peso del corpo, i polsi sono perciò meno sollecitati, il collo non deve essere piegato all'indietro.
Le vertebre lombari, che hanno una concavità naturale rivolta all'indietro (lordosi lombare) mantengono tale posizione nelle biciclette reclinate, che hanno spesso sedili progettati per dare questo sostegno lombare. Nelle biciclette da corsa questa lordosi è invertita e ciò può disturbare i dischi per sollecitazione non uniforme. In compenso il ciclista tradizionale può sollevarsi sui pedali per ammortizzare con le gambe le discontinuità del fondo stradale e riesce a sollevare la ruota anteriore nel caso sia necessario superare buche o scalini di modesta altezza, opzione non concessa al ciclista reclinato.
La pressione sul perineo è minore o assente nelle biciclette reclinate. Tale pressione può causare prostatiti o riduzione di potenza sessuale nelle biciclette tradizionali per sollecitazione dell'arteria peniena. Da questi rischi sono nate le moderne selle da corsa (selle antiprostatitiche) che hanno la parte centrale progettata più ergonomicamente. La posizione distesa è più aerodinamica, a causa dell'area frontale minore: a velocità superiori ai 20 km/h l'attrito dell'aria diventa il principale ostacolo all'avanzamento e, come conseguenza, le reclinate sono le biciclette più veloci in piano e in discesa.
A causa della minore diffusione e dell'utilizzo di alcune parti non standard (telaio, manubrio e sedile, innanzitutto), le reclinate sono più costose di una comparabile bicicletta convenzionale: il prezzo tipico di un modello reperibile in Italia si aggira sui 1200/1500 €. A causa della catena e del manubrio più lunghi, del sedile più grande e del telaio più grande, sono anche un po' più pesanti. Diversamente dalle biciclette standard, nella bicicletta reclinata la posizione distesa, utilizzando il sedile come punto di appoggio, permette di esercitare una forza superiore al peso del corpo del ciclista.
È ampiamente discussa l'efficienza in salita, probabilmente dipendente dalla pendenza della stessa e dalla velocità che il ciclista riesce a mantenere: infatti la reclinata tende ad avere minori attriti aerodinamici, maggiori attriti meccanici e un peso più o meno maggiore; quindi, più alta è la velocità, maggiore è il vantaggio. Non esistono ad oggi delle misurazioni attendibili al riguardo.
I modelli più bassi possono risultare "invisibili" o difficili da vedere, in particolari condizioni di traffico; per cui, alcuni dei loro possessori utilizzano delle bandierine.
Nell'urto frontale con la bicicletta reclinata, probabilmente la testa è meno esposta rispetto a una bicicletta tradizionale. Anche la caduta tende ad essere meno pericolosa, poiché il baricentro del ciclista è più basso, la posizione dei piedi in avanti protegge mani, braccia, spalle (clavicola) e testa da un impatto diretto e il sedile fascia ed attutisce impatti alla schiena.

## Storia
I primi progetti di biciclette a postura reclinata risalgono alla metà del XIX secolo. Un paio furono brevettati attorno al 1900, ma questi primi tentativi non ebbero successo.
Il predecessore della prima reclinata di successo non fu una bicicletta, ma un'automobile a pedali a quattro ruote, chiamata Velocar (o Vélo couché). Fu realizzata nei primi anni trenta dall'inventore francese Charles Mochet, che precedentemente costruiva automobili molto leggere. A causa della brutta situazione economica della Francia subito dopo la prima guerra mondiale, le Velocar ebbero successo come alternativa economica alle auto a motore. Questo mezzo era veloce, ma non curvava bene alle alte velocità, così Mochet sperimentò dapprima un progetto a tre ruote, finalizzandolo poi in uno a due, una bicicletta.
Alla ricerca di un sistema per dimostrare la velocità della sua bicicletta reclinata, Mochet convinse il ciclista Francis Faure, che non era tra gli atleti più forti del periodo, a provare la sua Velocar a due ruote in gara. Faure ebbe successo, sconfiggendo molti dei più forti ciclisti europei dell'epoca sia in pista che su strada, e superò molti record mondiali sulle brevi distanze. Un altro ciclista, Paul Morand, vinse la Paris-Limoges nel 1933 su una delle reclinate di Mochet.
Il 7 luglio 1933 nel velodromo di Parigi, Faure si aggiudicò con la Velocar il record dell'ora con 45,055 km, superando quello ottenuto da Oscar Egg quasi vent'anni prima. A causa del prestigio di questo record, il risultato suscitò grande attenzione: meno di due mesi dopo, il 29 agosto 1933, Maurice Richard superò anch'egli il record di Egg con una bici convenzionale, ma con una distanza minore di Faure.
Durante la riunione dell'Union Cycliste Internationale (UCI) del febbraio 1934, i produttori di biciclette convenzionali fecero grandi pressioni affinché il record di Faure fosse invalidato. Come conseguenza, il primo aprile 1934, l'UCI pubblicò una nuova definizione di bicicletta da corsa, specificando quanto il movimento centrale potesse essere alto da terra, quanto potesse stare di fronte al sellino e quanto vicino potesse essere alla ruota anteriore: questa nuova definizione escludeva le biciclette reclinate dagli eventi dell'UCI e garantì che esse non potessero competere con quelle convenzionali, ed è tuttora valida.
È indubbio che questa decisione ebbe un tremendo impatto sullo sviluppo e la diffusione delle biciclette reclinate, che solo da un paio di decenni stanno ricominciando a riprendere piede, soprattutto in nazioni quali Paesi Bassi, Germania e Stati Uniti, dove risiedono la maggior parte dei produttori.

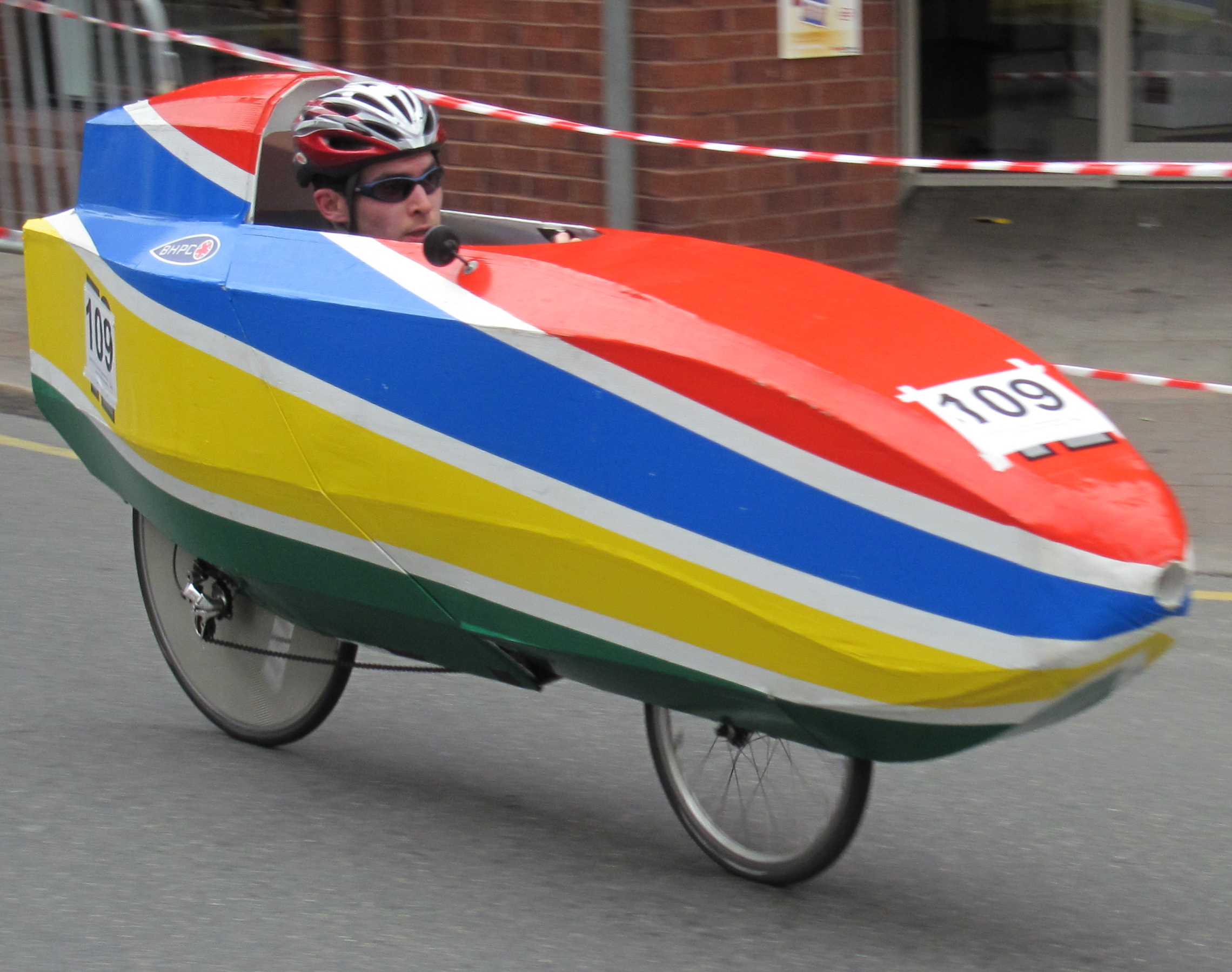
La bicicletta reclinata munita di carenatura prende il nome di Velomobile

Nel 1938 Faure e il figlio di Charles Mochet, Georges, aggiunsero delle carenature, nella speranza di migliorare ulteriormente il record dell'ora per la categoria delle biciclette con componenti aerodinamiche. Il 5 marzo Faure raggiunse i 50,537 km e divenne il primo ciclista a viaggiare a più di 50 km in un'ora senza l'aiuto di un veicolo per "tagliare l'aria".
Nel 1983 una reclinata di tipo LWB compare in alcune scene del film Brainstorm generazione elettronica con Christopher Walken riaccendendo un certo interesse per questo tipo di mezzo.

## Prestazioni
I record di velocità ufficiali per le bici reclinate vengono regolati dall'International Human Powered Vehicle Association (Associazione internazionale veicoli a propulsione umana, IHPVA) per gli USA e dalla World Human Powered Vehicle Association (Associazione mondiale veicoli a propulsione umana, WHPVA) per il resto del mondo. Tra questi, il record di velocità dei 200 m lanciati è di 133,78 km/h (Sebastiaan Bower, 2013), su una reclinata carenata ed altamente aerodinamica. Il record ufficiale più simile per una bicicletta convenzionale è di 72,98 km/h (Curt Harnett, 1995).
Il record dell'ora è di 92,432 km (Francesco Russo su Metastretto, 2016). Il record con una bicicletta convenzionale sancito dall'UCI è di 56,792 km (Filippo Ganna, 2022).